# ينس اولسن
ينس اولسن (بالدنماركية: Jens Olsen)‏ هو ساعاتي دنماركي، ولد في 27 يوليو 1872 في Ribe ‏ في الدنمارك، وتوفي في 17 نوفمبر 1945 في كوبنهاغن في الدنمارك.